# Febe (filla de Leucip)
Segons la mitologia grega, Febe (en grec antic: Φοιβη) va ser una filla de Leucip, rei de Messènia, i de Filòdice, una nàiade, filla d'Ínac. Era una de les Leucípides.
Era sacerdotessa d'Atena. Juntament amb la seua germana Hilaïra, promeses amb Idas i Linceu, fills d'Afareu, va ser raptada per Càstor i Pòl·lux, els Dioscurs, plens de desig per les dues, ja que eren bellíssimes. És la dona de Pòl·lux, mentre que Hilària ho és de Càstor. Properci diu però, que Febe estava casada amb Càstor. Va tenir un fill, Mnesilau.